# Francisco Javier Dórame
Franscico Javier Dórame Sasturain (Hermosillo, Sonora, México); es un futbolista mexicano que se desempeña como lateral izquierdo y actualmente juega para Querétaro FC B de la Liga Premier de Ascenso.

## Trayectoria
Defensor surgido de la cantera michoacana que tras su buen paso por los equipos de Morelia de Tercera y Segunda División, con Mérida FC de la Primera "A", posteriormente Liga de Ascenso y con el Morelia Sub-20, recibe la oportunidad de debutar en la Primera División con Monarcas en la última fecha del Bicentenario 2010 de la mano de Tomás Boy contra los Rayados de Monterrey en la cancha del Estadio Morelos. Hasta el momento solo ha disputado ese partido en la liga mexicana pero ha tenido actividad en SupeLiga,Amistosos,etc. .
El 1 de septiembre del 2010 logra su primer título con Morelia tras ganar la SuperLiga Norteamericana en su edición 2010 contra el New England Revolution en la cancha del Gillette Stadium de Boston y partido en el que Dórame fue titular y jugó todo el partido debido a le suspensión de Adrián Aldrete por su expulsión en el juego de semifinales contra el Houston Dynamo.
En diciembre del 2012 se confirmó su traspaso al Jaguares de Chiapas de la Primera División de México.
En 2014, fue prestado al filial de Querétaro.

## Clubes
| Club                | País   | Año             |
| ------------------- | ------ | --------------- |
| Monarcas Morelia    | México | 2010 - 2012     |
| Neza FC             | México | 2012            |
| Chiapas Fútbol Club | México | 2013            |
| Monarcas Morelia    | México | 2014            |
| Querétaro FC B      | México | 2014 - Presente |

## Palmarés

### Copas internacionales
| Título                   | Equipo           | Sede           | Año  |
| ------------------------ | ---------------- | -------------- | ---- |
| SuperLiga Norteamericana | Monarcas Morelia | Estados Unidos | 2010 |

- Datos: Q5866140